# Czechy (kraina)
Czechy, Czechy właściwe, Bohemia (cz. Čechy, łac. Bohemia, niem. Böhmen) – jedna z trzech historycznych ziem czeskich (krajów Korony Świętego Wacława), wchodząca wraz z Morawami i Śląskiem Czeskim w skład dzisiejszej Republiki Czeskiej.
W okresie największego rozwoju terytorialnego państwa czeskiego do Korony Królestwa Czech (Coronae Regni Bohemie) powołanej do życia 7 kwietnia 1348 r. i de iure istniejącej do 1918 r. należały, oprócz Królestwa Czech (Czech właściwych), Margrabstwa Morawskiego (Moraw), Księstwa Śląskiego (Śląska) także Margrabstwo Dolnych i Górnych Łużyc (do 1635), Margrabstwo Brandenburskie (Brandenburgia, do 1415 r.), Księstwo Luksemburg (do lat 60. XV w.) oraz Górny Palatynat i Vogtland. Ziemie te (z wyjątkiem dwóch ostatnich) określano mianem krajów koronnych. Jądrem Korony były Czechy właściwe (Królestwo Czeskie), a pozostałe kraje określano mianem krajów pobocznych Korony.

## Położenie
Czechy właściwe zajmują zachodnią część Masywu Czeskiego – między Rudawami i Sudetami na północy, Wyżyną Czesko-Morawską na wschodzie oraz Lasem Czeskim i Szumawą na zachodzie. Czechy właściwe graniczą od północy ze Śląskiem, Łużycami i Saksonią, od zachodu z Bawarią, od południa z Górną Austrią i Dolną Austrią, od wschodu z Morawami. Głównym miastem Czech właściwych jest Praga.

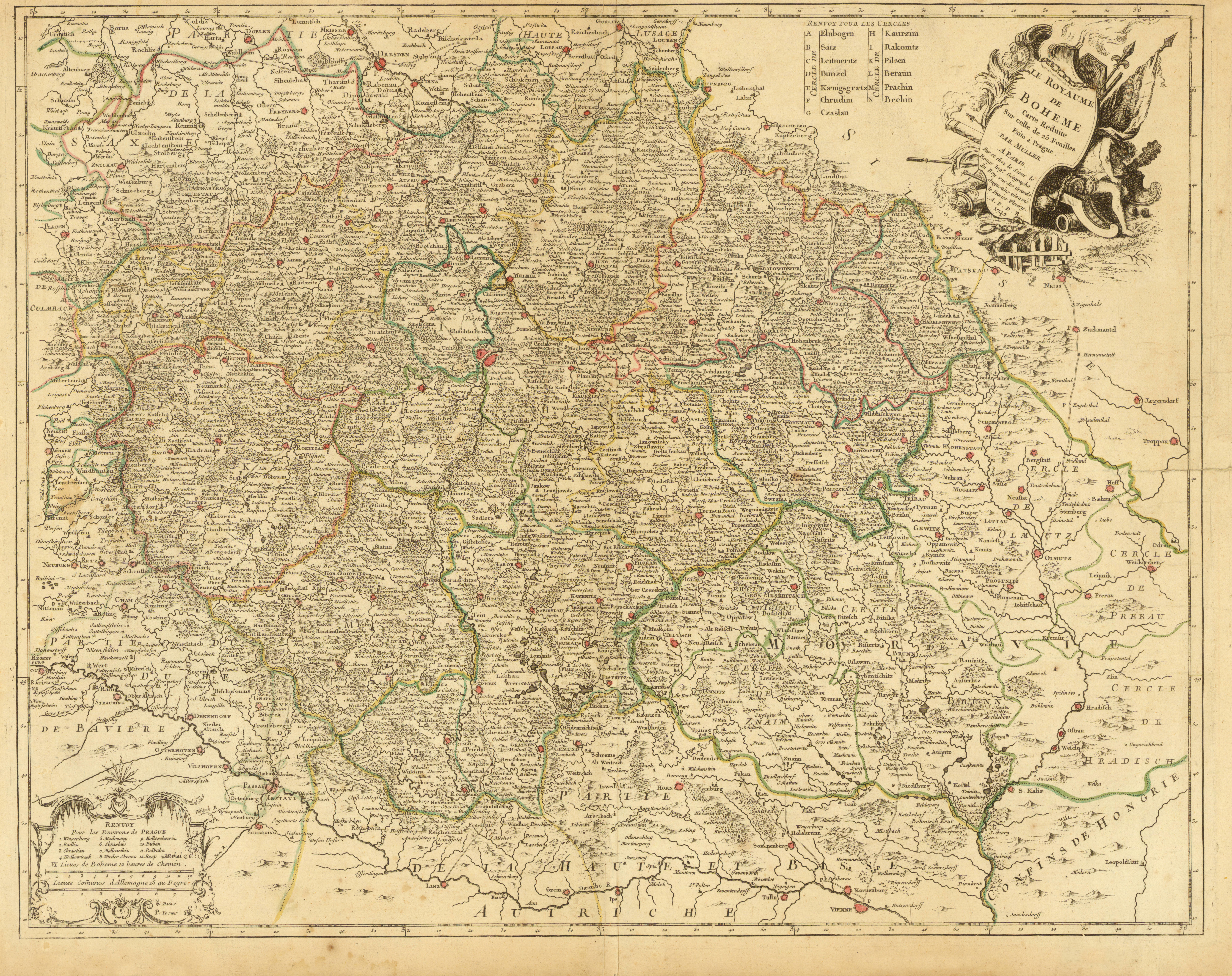
Szczegółowa mapa Czech właściwych, 1742

## Nazwa
Łacińska i niemiecka nazwa Czech właściwych wywodzi się od średniowiecznego Boiohaemum / Boiohaemia, oznaczającego „krainę ludu Bojów”. W starożytności nazwą tą określano tereny zamieszkane przez celtycki lud Bojów, zasiedlający te tereny w V–IV w. p.n.e. Choć wywędrowali oni potem do Italii, ich pierwotna ojczyzna w języku łacińskim zachowała swoją nazwę również po kolonizacji germańskiej, a potem słowiańskiej.
W języku polskim określenia „Czechy” używa się również jako skróconej nazwy państwa czeskiego – Republiki Czeskiej. W języku czeskim rozróżnia się Česko – państwo i Čechy – kraina historyczna, w języku angielskim: Czechia – państwo i Bohemia – kraina historyczna, w języku niemieckim: Tschechien – państwo i Böhmen – kraina historyczna.